# Risto Hurme
Risto Hurme (né le 16 mai 1950 à Turku) est un pentathlonien et escrimeur finlandais. Il est médaillé de bronze en pentathlon moderne aux Jeux olympiques d'été de 1972, ne remportant pas de médaille en escrime lors de ces Jeux ; il dispute aussi les Jeux olympiques d'été de 1976 dans les deux sports.

## Palmarès

### Jeux olympiques
- Jeux olympiques de 1972 à Munich,  Allemagne
  -  Médaille de bronze dans l'épreuve par équipe[1].